# 前嶋康明
前嶋 康明（まえじま やすあき、1964年10月20日 - ）は、日本の作曲家、編曲家、キーボード奏者である。

## 略歴
1964年生まれ。東京都出身。和製ブラジリアンフュージョンの先駆的バンド"SPICK & SPAN"に19歳で加入。1980年代は主にジャズ・ラテン音楽の鍵盤奏者として活動。オルケスタ・デ・ラ・ルスのオリジナルメンバーとして知られる。1990年より森高千里バンドのバンドマスターを約9年間務め、多くの森高楽曲のレコーディングにも参加した。1998年から1999年にかけてモーニング娘。の初期代表曲の編曲を手がける。2000年以降は島谷ひとみ、柴咲コウ、WaT他さまざまな歌手・アーティストの楽曲制作に協力。舞台音楽での活躍、劇伴でのクラシカルな作編曲など、ジャンルを越えた音楽活動を展開している。(有)La Gauno所属。

## 参加バンド
- SPICK & SPAN (SPiCS)
- オルケスタ・デ・ラ・ルス
- HAVATAMPA ※日野皓正率いるアフロ・キューバン・ジャズバンド。
- SALSA SWINGOZA ※オルケスタ・デ・ラ・ルス初代リーダー大儀見元を中心として結成されたサルサバンド。
- MAEJIMATTA QUARTET ※企画バンド。森高千里楽曲をジャズアレンジ。前嶋康明のフェンダー・ローズをフィーチャー。

## ライブサポート
ツアーサポート
- 池田聡 (198? - 1989年)
- 森高千里 (1990 - 1998年，2013年 キーボード・アレンジ・コーラス・バンマス)
- 高橋ひろ (1995 - 1998年 キーボード)
- 柴咲コウ (2007 - 2010年 キーボード・アレンジ・バンマス)

その他
- 真矢みき (1998年)
- 林田健司 (2001年)
- 深沢桂子 (2001年)
- 山本耕史 (2012年)
- 広瀬香美 (2012年)
- 「ハヤテのごとく!」×「神のみぞ知るセカイ」ジョイントコンサート (2013年)
- キムスンラ (2014年)[1]

他多数

## ミュージカル・演劇

### 舞台音楽
- 劇団四季 「ソング&ダンス ミュージカルの花束」 (1999年 - 2000年 ピアノコンダクター)
- 劇団四季 「ソング&ダンス2 オーヴァー・ザ・センチュリー」 (2000年 - 2001年 ピアノコンダクター)
- 「きみはいい人チャーリーブラウン」 (2000年 - 2001年 バンマス・キーボード)
- 「モーニング娘。のミュージカル LOVEセンチュリー〜夢はみなけりゃ始まらない〜」 (2001年 編曲)
- 「フットルース 〜みんなヒーロー〜」 (2001年 - 2002年 ピアノコンダクター)
- 「GODSPELL」 (2001年 - 2002年 ピアノコンダクター・編曲)
- 「HONK!」 (2002年 ピアノコンダクター)
- 「魔法の黄色い靴」 (2002年 ピアノコンダクター・編曲)
- 劇団四季 「マンマ・ミーア!」 (2002年 - 2004年 ピアノコンダクター)
- 「tick,tick...BOOM!」 (2003年, 2006年, 2012年 音楽監督・ピアノコンダクター)
- 「リトル・ショップ・オブ・ホラーズ」 (2005年 音楽監督・ピアノコンダクター)
- 「the LAST 5 YEARS」 (2005年 - 2007年, 2010年 ピアノコンダクター)
- 「BAT BOY THE MUSICAL」 (2006年) ※音楽監督・ピアノコンダクター)
- 「ヘドウィグ・アンド・アングリーインチ」 (2007 - 2009年 音楽監督・キーボード)
- 「ファントム」 (2008年, 2014年 音楽監督・ピアノコンダクター)
- シアタークリエ 「DUET」 (2008年 音楽監督)
- 劇団四季 「ソング&ダンス55ステップス」 (2008年 - 2010年 編曲)
- 「MISSING BOYs 〜僕が僕であるために〜」 (2009年 音楽監督)
- 「ドリアン・グレイの肖像」 (2009年 音楽監督・作曲・ピアノコンダクター)
- 「GLORY DAYS」 (2009年 音楽監督)
- 「GODSPELL」 (2010年 音楽監督・ピアノコンダクター)
- 「ビリーバー」 (2010年 作曲・ピアノコンダクター)
- シアタークリエ SHOW-ism 「DRAMATICA / ROMANTICA」 (2010年 音楽監督・編曲)
- 「ROCK OF AGES」 (2011年 音楽監督・ピアノコンダクター)
- 「BONNIE & CLYDE」 (2011年 音楽監督・ピアノコンダクター)
- SHOW-ism Ⅲ 「DRAMATICA / ROMANTICA W」 (2011年 音楽監督・編曲)
- 「ロコへのバラード」 (2011年 ボーカルアレンジ)[2]
- シアタークリエ 「GOLD 〜カミーユとロダン〜」 (2011年)
- 「ヒロイン 〜女たちよ タフであれ!〜」 (2011年 編曲)
- 「NEWヒロイン 〜女たちよ タフであれ!〜」 (2012年 編曲)
- 坊っちゃん劇場 「幕末ガール 〜ドクトル☆おイネ物語〜」 (2012年 - 2013年 編曲)
- シアタークリエ SHOW-ism Ⅳ,Ⅵ 「TATOO 14」 (2012年 - 2013年 音楽監督・作曲)
- 「songs for a new world」 (2012年 音楽監督・ピアノコンダクター)
- 「100歳の少年と12通の手紙」 (2012年 音楽監督・作曲・ピアノコンダクター)
- シアタークリエ SHOW-ism Ⅴ 「DRAMATICA / ROMANTICA Ⅴ」 (2012年 音楽監督・編曲・ピアノコンダクター)
- 「ロックオペラ モーツァルト」 (2013年 音楽監督)
- 「ウエアハウス」 (2013年03月13日 ピアノ)
- 坊っちゃん劇場 「奇想天外☆歌舞音曲劇『げんない』」 (2013年 - 2017年 編曲)
- わらび座 「ミュージカル 小野小町」 (2013年 - 2014年 編曲)
- 劇団四季 「ソング&ダンス60 感謝の花束」 (2013年 - 2014年 編曲-共同)
- 劇団四季 「ソング&ダンス60 ようこそ劇場へ」 (2013年 作曲・編曲-共同)
- 「『スクルージ』〜クリスマス・キャロル〜」 (2013年, 2015年 音楽監督補)
- シアタークリエ SHOW-ism Ⅶ 「ピトレスク」 (2014年 音楽監督・作曲)
- 「カルメン」 (2014年 音楽監督)[3]
- 「ヴェローナの二紳士」 (2014年 - 2015年 音楽監督)
- 劇団四季 「FESTIVAL! 扉の向こうへ」 (2014年 - 2015年 編曲-共同)
- 「メンフィス」 (2015年, 2017年 音楽監督)
- 「DNA-SHARAKU」 (2016年 ピアノ)
- シアタークリエ 「ラディアント・ベイビー〜キース・ヘリングの生涯」 (2016年 音楽監督)
- 「スカーレット・ピンパーネル」 (2016年 音楽監督、2017年 音楽アドバイザー)
- 日生劇場 「プリシラ」 (2016年, 2019年 音楽監督 予定)
- 日生劇場 「ビッグ・フィッシュ」 (2017年 音楽監督)
- わらび座 「ジパング青春期」 (2017年 - 2018年 編曲)
- 「パレード」 (2017年 音楽監督)
- 帝国劇場 「ビューティフル」 (2017年 音楽監督)
- シアタークリエ10周年記念コンサート「TENTH」 (2018年 音楽監督)
- シアタークリエ 「シークレット・ガーデン」 (2018年 音楽監督)
- 「タイタニック」 (2018年 音楽監督)
- 東京芸術劇場 「ナターシャ・ピエール・アンド・ザ・グレートコメット・オブ・1812」 (2019年 音楽監督 予定)

### CD
- モーニング娘。 「『-LOVEセンチュリー〜夢はみなけりゃ始まらない-』〜オリジナルキャスト盤〜」 (2001年8月1日 編曲)
  - 「Welcome to theセンチュリーランド」「どうして? 神様」「おじいちゃんのつくったセンチュリーランド」
「私が私でいる場所」「人間ってシャララ」
- 石丸幹二 「石丸幹二のミュージカルへようこそ」 (2011年9月21日 編曲)
  - 震える男 ※「GOLD 〜カミーユとロダン〜」より
- 渡辺美里 「My Favorite Songs 〜うたの木シネマ〜」 (2012年11月14日 編曲)
  - How 'Bout A Dance ※「BONNIE & CLYDE」より
- 石丸幹二 「My Favorite Songs」 (2017年11月8日 編曲、オーケストラアレンジ)
  - 無駄にした時間 ※「パレード」より

## 主な楽曲提供
※同一インストゥルメンタルの流用曲は除外。初出曲のみ表記。

### 作曲・作編曲
※注釈の無い楽曲では作曲及び編曲を担当。

#### 歌手・アーティスト
- SPiCS
  - Lusco-Fusco (「MALIBU DANCE」 1986年) ※作曲, Rhodes, Apf, DX7, Poly6
  - Valsa Bahiana (同上) ※吉田和雄との共作曲, DX7, Poly6
  - Cadê Mingo? (同上) ※作曲, Apf, DX7, Poly6, Voice
- SPICK & SPAN
  - Terca Feira (「Tropical Connection」 1989年) ※作曲, Keyboards
  - La Pampa (同上) ※小畑和彦との共作曲, Keyboards
- 森高千里
  - やっちまいな (「ROCK ALIVE」 1992年3月25日)
  - 雨の朝 (「ペパーランド」 1992年11月18日) ※作曲, Fender Rhodes & Synthesizer
  - 鳥かご (「STEP BY STEP」 1994年7月25日) ※高橋諭一との共編曲
  - 星の王子様 (同上)
- 橋本みゆき
  - じゃあね (「ふっても鳴らないマラカス」 1996年) ※作曲のみ
  - 少し欠けた月 (同上) ※作曲のみ
  - ふっても鳴らないマラカス (同上) ※作曲のみ
- 佐田玲子
  - 演技派 (「あなたの唄になりたい」 1997年5月21日) ※編曲：坂本昌之
- 田仲玲子
  - Squeeze (「Squeeze」 1997年10月5日)
- Chère
  - East Wind (「Tangerine」 2000年6月21日)
- YeLLOW Generation
  - Open Your Eyes (「CARPE DIEM」 2002年12月11日) ※編曲：Shika Strings
  - And Just Open Your Heart (同上) ※編曲：Shika Strings
- 上戸彩
  - Lie (「AYAUETO」 2003年3月12日)
- r.o.r/s
  - Fly (「dazzle」 2003年12月26日)
- DEEN
  - ROUTE 466 (「ROAD CRUISIN'」 2004年8月18日) ※編曲：DEEN
- 島谷ひとみ
  - 秘密 (「crossover」 2005年2月23日) ※華原大輔との共編曲
- NEWS
  - High TEN! (「touch」 2005年4月27日)
- B.A.D.
  - イセイジン (「Spirits!!」 2005年11月23日) ※編曲者不明
- mink
  - 笑顔の法則 (「e+motion」 2005年12月7日) ※作曲・編曲・ストリングスアレンジ
- Dream
  - Come Go With me -sign- (「Boy meets Girl」 2005年12月21日) ※編曲：TATOO
- ELISA
  - Prologue (「white pulsation」 2009年1月21日)
- clear
  - ナミダノキセキ (「Dearest II」 2011年7月20日)
- AKB48
  - そこで犬のうんち踏んじゃうかね? (「So long !」 2013年2月20日) ※編曲：野中“まさ”雄一
  - 恋愛無間地獄 (「僕たちは、あの日の夜明けを知っている」 2018年1月24日) ※編曲：華原大輔
- キムスンラ
  - 風〜きみと共に〜 (「風〜きみと共に〜」 2013年12月13日)
- 林村ゆかり
  - パラレルトラベル (「瞬間」 2017年9月20日) ※武田香との共作曲

#### アニメーション
BGM
- 「装甲騎兵ボトムズ ペールゼン・ファイルズ 劇場版 Original Sound Track」 (2009年5月26日)
  - 「M-1」「M-2」「M-3」「M-4」「M-17」「M-7」「M-9」「M-8」「M-12」「M-5」「M-11」
- OVA 装甲騎兵ボトムズ 幻影篇 (サンライズ 2010年3月26日 - 2010年10月27日)
  - (BD&DVD全6巻のBGM担当)

キャラクターソング
- 神のみぞ知るセカイ (テレビ東京 2010年 - )
  - ご機嫌いかが? (駆け魂隊 starring 伊藤かな恵 & 早見沙織 「Greetings from special agents Elysia de Lute Ima and Haqua d'rot Herminium」 (2011年9月21日)

#### 映画
- 「ピンチランナー」オリジナル・サウンドトラック (2000年07月05日)
  - 「オープニングテーマ」「さなえのテーマ」「知子のテーマ」「真穂のテーマ」「道子のテーマ」「麗子のテーマ」
「あゆみのテーマ」「朝比奈学園陸上部のテーマ」「失意」「疾走」「ゴール」

### 編曲

#### 歌手・アーティスト
- 早瀬優香子
  - マリリン＆ジョンの微笑 (「マリリン＆ジョンの微笑」 1989年1月21日) [注釈 1]
  - IL (ベッドの中では) (「IL (ベッドの中では)」 1989年7月25日) [注釈 1]
  - 家へ帰るの (同上) [注釈 1]
  - 永遠のサバンナ (「薔薇のしっぽ」 1989年7月25日) [注釈 1]
  - 5才の子供 (同上) [注釈 1]
  - マリリン＆ジョンの微笑 (Album Version) (同上) [注釈 1]
  - 薔薇のしっぽ (同上) [注釈 1]
  - 風とエレファント (同上) [注釈 1]
  - SAVANNA (Instrumental) (同上) [注釈 1]
- 森高千里
  - しりたがり (「非実力派宣言」 1989年7月25日) [注釈 1]
  - GET SMILE (コンサートアレンジ・ヴァージョン) (「ザ・森高」 1991年7月10日)
  - LUCKY 7 BLUES (Instrumental) (DVD「Lucky7 LIVE」 1994年2月25日)
  - 私の大事な人 (「STEP BY STEP」 1994年7月25日)
  - 私の大事な人 (シングルヴァージョン) (「素敵な誕生日」 1994年10月10日)
  - 太陽と青い月 (「TAIYO」 1996年7月15日)
  - 海まで5分 (「海まで5分」 1998年7月15日)
  - あの日にかえりたい (「Dear Yuming〜荒井由実/松任谷由実カバー・コレクション〜」 1999年9月22日)
  - 一度遊びに来てよ'99 (「一度遊びに来てよ'99」 1999年10月1日)
- アンナ・バナナ
  - SING SELAH (「Sing Selah」 1990年4月25日) [注釈 1]
  - Bamboula (「Bamboula」 1991年2月25日) [注釈 2]
  - Big Picture (「大きな絵」 1991年2月25日) [注釈 2]
  - OPEN HOUSE (「OPEN HOUSE」[注釈 3] 1992年2月25日) [注釈 4]
  - NOROMA (同上) [注釈 4]
  - タコ! (同上) [注釈 4]
  - NAMI (同上) [注釈 4]
  - DON'T BE TRYIN' TO BURST MY BUBBLE (同上) [注釈 4]
  - SEPARATE LANDS Ⅰ (同上) [注釈 4]
  - サヨナラ de スカ (同上) [注釈 4]
  - SEPARATE LANDS Ⅱ (同上)
- 楠瀬誠志郎
  - 夏なんです (「はっぴいえんどに捧ぐ」 1993年9月9日)
- 楠木勇有行
  - Higher Love (「Higher Love」 1995年6月21日)
  - September in the Rain (同上)
- 谷村有美
  - MOON (「MOON」 1995年7月21日) ※ストリングスアレンジ
  - 雪の朝 (同上)
  - Instrumental partⅠ (「圧倒的に片想い」 1995年10月21日) ※オーケストラアレンジ
  - 逆ふたまた (同上) ※ストリングスアレンジ
  - 優しいのにも程がある (同上)
  - 愛情と友情 (同上) ※ホーンアレンジ
  - もうすぐあなたが帰ってくる (同上)
  - 愛しているのに (同上)
  - あなたに出逢えて (同上)
  - しあわせのかたち (「しあわせのかたち」 1996年5月2日)
  - LOVE IS OVER (「Daybreak」 1997年10月1日)
  - フリージア (「この愛の始まりも 恋の終わりも」 1998年5月20日)
  - Instrumental partⅡ (「虹のふもとで」 1998年8月5日)
- 布施辰徳
  - マジメなジョーク (「マジメなジョーク」 1995年9月25日)
- 池田聡
  - ハーブな女 (「saturday 11**30 am」 1995年10月21日) ※ブラスアレンジ
  - 突然の風 (同上) ※ブラスアレンジ
  - 運命 (同上) ※ストリングスアレンジ
- Agua
  - Tears & Heart (「Tears & Heart」 1996年7月1日)
  - Water Color (同上)
  - DAY DREAM (「DAY DREAM」 1996年10月2日)
  - DON'T BE AFRAID (同上)
- シャ乱Q
  - 涙の影 (「涙の影」 1996年7月24日) ※ストリングスアレンジ
  - 愛 Just on my Love (「愛 Just on my Love」 1998年10月7日) ※シャ乱Qとの共編曲
- TAMTAM
  - Secret Line (「太陽になりたい」 1996年9月21日) ※TAMTAMとの共編曲
- 大原美紀
  - Everybody (「Everybody」 1996年10月25日)
  - Just I Love You (同上) ※高橋諭一との共編曲
- 永井みゆき
  - 愛を一輪 (「愛を一輪」 1996年11月21日)
  - 友だち (同上)
- 藤あや子
  - いくつもの星が流れ (「うたかたの恋〜儚くも美しく」 1997年5月1日)
- 田中勝己
  - i hate you remix. (「i hate you remix.」 1998年05月21日)
- モーニング娘。
  - サマーナイトタウン (「サマーナイトタウン」 1998年5月27日)
  - Good Morning (「ファーストタイム」 1998年7月8日)
  - 夢の中 (同上)
  - さみしい日 (同上)
  - 抱いてHOLD ON ME! (「抱いてHOLD ON ME!」 1998年9月9日)
  - おねがいネイル (「モーニング刑事。抱いてHOLD ON ME!」 1998年9月30日)
  - 抱いてHOLD ON ME! (Sexy Long version) (「モーニング刑事。抱いてHOLD ON ME!」 1998年9月30日)
  - Memory 青春の光  (「Memory 青春の光」 1999年2月10日)
  - NIGHT OF TOKYO CITY (「セカンドモーニング」 1999年7月28日)
  - パパに似ている彼 (同上)
  - 〜おはよう〜 (「3rd -LOVEパラダイス-」 2000年3月29日)
  - 〜おやすみ〜 (同上)
  - 電車の二人 (「4th「いきまっしょい!」」 2002年3月27日)
  - 冷たい風と片思い(TYPE B) (「冷たい風と片思い/ENDLESS SKY/One and Only」アナログ盤 2016年5月11日)
- 大地真央
  - 星の器 (「マインダージ」 1998年6月20日)
  - ヒロインの条件 (同上)
- KAN
  - Solitude (「KREMLINMAN」 1999年4月21日) ※KANとの共編曲
  - 50年後も (同上) ※ストリングスアレンジ
- 浜崎あゆみ
  - LOVE〜Destiny〜 (「LOVE〜Destiny〜/LOVE〜since 1999〜」 1999年04月14日) ※小林信吾との共編曲
- Chère
  - かまわないで・・・〜ハート・唇・涙〜 (「かまわないで・・・〜ハート・唇・涙〜」 1999年4月21日)
- カントリー娘。
  - 二人の北海道 (「二人の北海道」 1999年7月23日)
- ココナッツ娘。
  - ハレーションサマー (「ハレーションサマー」 1999年7月23日)
  - サマーナイトタウン (English Version) (同上)
- 7HOUSE
  - Paっと! (「0 EDIT」 1999年7月23日)
  - Plus (「ONE BOX」 1999年12月1日)
- 岩男潤子
  - 私に帰ろう (「私に帰ろう」 1999年10月20日)
  - 粉雪のプロローグ (「appear」 1999年11月17日)
- 古内東子
  - 意外と簡単に (「winter star」 1999年12月1日) [注釈 1]
- Love Power Beauty
  - Cool Bless Cool (Evening-Mix) (「Cool Bless Cool」 1999年12月18日)
- 黄色5
  - Hello!のテーマ (黄色5version)[注釈 5] (「黄色いお空でBOOM BOOM BOOM」 2000年3月8日)
- 田村直美
  - good bye silence (「good bye silence」 2000年4月19日)
  - good bye silence (venus ver.) (同上)
- 平家みちよ
  - ワンルーム夏の恋物語 (「ワンルーム夏の恋物語」 2000年5月17日)
- キッスの世界
  - 恋のタイトルマッチ (「バクバクKiss」 2000年5月24日)
- タンポポ
  - 私の顔 (「乙女 パスタに感動」 2000年7月5日)
- プッチモニ
  - 青春時代1.2.3! (「青春時代1.2.3!/バイセコー大成功!」 2000年7月26日)
- SALSA SWINGOZA
  - Los Zapatos (「Swin' Pa' Gozar」 2000年8月2日)
  - Rumba En El Callao (同上)
  - El Sordo (同上)
- EE JUMP
  - Baby!友達になろうよ (「LOVE IS ENERGY!」 2000年10月18日)  ※M.I.D.との共編曲
- 湯原昌幸
  - ラーメンどんぶり流れ唄 (「人生半分」 2001年1月24日)
- 手仕事屋きち兵衛
  - さよなら恋歌 (「風の誘い」 2001年7月25日)
  - 出会い (同上)
- 及川光博
  - 不真面目な女神 (クスクスミックス) (「天使のうた」 2001年11月7日)
- Lyrico (「Tender Lights」 2002年2月20日)
  - Immortality
- ハロー!プロジェクト
  - 花 (「ザ・童謡ポップス(2) 春のうた集」 2002年2月20日)
- 島谷ひとみ
  - Remember of you (「シャンティ」 2002年6月12日)
  - ANGELUS -アンジェラス- (「ANGELUS -アンジェラス-/Z!Z!Z! -Zip!Zap!Zipangu!-」 2004年8月11日)
  - Garnet Moon (「Garnet Moon/祈り」 2005年1月26日)
  - Perseus-ペルセウス- (crossover version) (「crossover」 2005年2月23日)
  - Falco-ファルコ- (「Falco-ファルコ-」 2005年8月10日)
  - voice (「Heart&Symphony」 2005年10月12日) ※ストリングスアレンジ
  - フレーム (同上)
  - プラハの女 (「PRIMA ROSA」 2007年3月7日) ※オーケストラアレンジ
  - Brand new Dream (同上) ※オーケストラアレンジ
  - 初恋 (「男歌〜cover song collection〜」 2007年12月5日)
  - 幸せな結末 (「男歌〜cover song collection〜」 2007年12月5日)
  - 亜麻色の髪の乙女 <男歌 version> (同上)
- 今井絵理子
  - Our Relation〜Lead no Lead Mix〜 (「Our Relation」 2002年7月10日)
- 後藤真希
  - やる気! IT'S EASY (「やる気! IT'S EASY」 2002年8月21日)
  - 涙の星 (「②ペイント イット ゴールド」 2004年1月28日)
- 藤本美貴
  - マイ・ピュア・レディ (「FS3 FOLK SONGS 3」 2002年10月23日)
- 中澤裕子
  - 帰れない二人 (「FS3 FOLK SONGS 3」 2002年10月23日)
- 米倉利紀
  - music of love (「MANHATTAN,NY*****」 2003年2月13日)
  - ズルイミカタ (「with you」 2003年2月26日)
  - 恋人 (同上)
- RIP SLYME
  - Home (「ORCHESTRA+PLUS」 2003年2月26日)
  - 楽園ベイベー (同上)
  - 運命共同体 (同上)
  - Maniac (同上)
- 上戸彩
  - Pieces (「AYAUETO」 2003年3月12日)
- YeLLOW Generation
  - 春雷 (「うたかた/春雷」 2003年5月14日) ※ストリングスアレンジ
- 片瀬那奈
  - Shine (「Shine／REVENGE 〜未来への誓い〜」 2003年5月28日) ※ストリングスアレンジ
  - Shine <MAD FAT PAD MIX> (「TELEPATHY」 2003年6月25日) ※磯村英司との共同リミックス
- Fried Pride
  - ナウ＆フォーエヴァー (「HEAT WAVE」 2003年6月21日)
- shela
  - All My Life (「Garden」 2003年7月24日)
  - 夏の夜 (同上)
- 柴咲コウ
  - 忽忘草 (「思い出だけではつらすぎる」2003年9月3日) ※ストリングスアレンジ
  - かたち あるもの (「かたち あるもの」 2004年8月11日) ※ストリングスアレンジ
  - Glitter (「Glitter」 2005年2月16日) ※ストリングスアレンジ
  - 色恋粉雪 (同上) ※ストリングスアレンジ
  - 求愛 (同上) ※ストリングスアレンジ
  - 影 (「影」 2006年2月15日)
  - actuality (「actuality」 2006年12月6日) ※ストリングスアレンジ
  - 一緒に暮らそう (同上) ※ストリングスアレンジ
  - at home (「at home」 2007年2月21日) ※ストリングスアレンジ
  - sonoinochi (同上)
  - ひと恋めぐり (「ひと恋めぐり」 2007年3月28日) ※ストリングスアレンジ
  - 甘いさきくさ。(「嬉々♥」 2007年4月25日) ※ストリングスアレンジ
  - カレンダー (同上) ※ストリングスアレンジ
  - ブルー・ライト・ヨコハマ (「the popular music」 2007年7月11日) ※ストリングスアレンジ
  - 百年後 (「Love Paranoia」 2009年11月18日) ※ストリングスアレンジ
  - 泣いていい (同上)
- I WiSH
  - さよならの雨 (「伝えたい言葉 〜涙のおちる場所〜」 2003年10月1日)
  - ☆キラキラ☆ (同上)
- Clacks
  - Air (「Clacks」 2003年10月22日)
  - Christmas Eve (同上)
  - 君の瞳に恋してる (「Clacks 2〜Eternal Youth〜」 2004年7月21日)
  - ささやき島の唄 (同上)
  - ニュー・シネマ・パラダイスにて (同上)
- 玉置成実
  - NEVER STOP MY HEART -君という奇蹟に- (「Prayer」 2003年11月12日) ※BOUNCEBACKとの共編曲
- r.o.r/s
  - CRY-MAX (「dazzle」 2003年12月26日)
- モーニング娘。さくら組
  - 抱いてHOLD ON ME! (モーニング娘。さくら組Version) (「さくら満開」 2004年2月25日)
- モーニング娘。おとめ組
  - サマーナイトタウン (モーニング娘。おとめ組Version) (「友情 〜心のブスにはならねぇ!〜」 2004年2月25日)
- 奥田美和子
  - 瞬きをやめて (「夢」 2004年9月22日) ※隆勇人との共編曲
  - あの日 (「雨と夢のあとに」 2005年5月25日) ※割田康彦との共編曲
- 倖田來未 & Heartsdales
  - It's a Small World (「80デイズ オリジナル・サウンドトラック」 2004年11月3日)
- ORANGE RANGE
  - SP Thanx (「musiQ」 2004年12月1日) ※ストリングスアレンジ
- 藤木直人
  - fate (「シュクメイ」 2004年12月1日) ※ストリングスアレンジ
  - VOICE LINK (「LIFE GOES ON!」 2006年7月19日)
- 月の203号室
  - うた (「うた」 2005年3月2日) ※ストリングスアレンジ
- プリプリピンク
  - 人知れず 胸を奏でる 夜の秋 (「オンナ、哀しい、オトナ/印象派 ルノアールのように/人知れず 胸を奏でる 夜の秋」 2005年6月22日)
- WaT
  - 僕のキモチ (「僕のキモチ」 2005年11月2日) ※小松清人との共編曲
  - 僕らの居場所 (「5センチ。」 2005年11月2日) ※WaTとの共編曲
  - はだか (「卒業TIME〜僕らのはじまり〜」 2006年3月1日) ※編曲・ストリングスアレンジ
  - オトナシ (同上)
  - Hava Rava (「Hava Rava」 2006年8月2日)
  - ボクラノLove Story  (「ボクラノLove Story」 2006年12月6日) ※ストリングスアレンジ・Pf
  - 夢の途中 (「夢の途中」 2008年1月16日) ※ストリングスアレンジ
  - TOKIMEKI☆DooBeeDoo (同上)[注釈 6]
  - 36℃ (「36℃」 2008年10月29日) ※ストリングスアレンジ
  - 青春の輝き (同上) ※ストリングスアレンジ
- 奥村愛子
  - くちびるセクシー (「くちびるセクシー」 2005年11月16日)
- タッキー&翼
  - Never Ever (「Venus」 2006年1月18日)
  - ×〜ダメ〜 (「×〜ダメ〜/Crazy Rainbow」 2007年4月18日)
- w-inds.
  - 蝉時雨 (「THANKS」 2006年3月15日)
- 山下智久
  - 抱いてセニョリータ (「抱いてセニョリータ」 2006年5月31日)
  - 罪と罰 (「SUPERGOOD, SUPERBAD」 2011年1月26日)
- A Hundred Birds
  - Free feat.TeN (「Free feat. TeN」 2006年7月5日)
  - Jungle Kitten feat.TeN (同上)
  - Free feat.TeN (New Horizon Long Mix) (同上)
- GYM
  - 放課後ブルース (「フィーバーとフューチャー」 2006年8月30日)
- 小柳ゆき
  - 誓い (「誓い」 2006年10月11日)
  - La VITA (「SUNRISE」 2007年3月21日)
- SMAP
  - ありがとう (「ありがとう」 2006年10月11日) ※ストリングスアレンジ
- 尾関美穂
  - ロマンス (「風光る」 2006年11月29日)
- 小池徹平
  - 君に贈る歌 (「君に贈る歌/ラッキーでハッピー」 2007年2月14日)
  - そんなあなたに (「pieces」 2007年6月27日)
  - 何処かの空 (同上) ※ストリングスアレンジ
  - 雨も風も (同上)
- EXILE
  - 道 (「道」 2007年2月14日) ※ストリングスアレンジ
  - もっと強く (「願いの塔」 2011年3月9日) ※ストリングスアレンジ
- 安倍なつみ
  - 25 〜ヴァンサンク〜 (「25 〜ヴァンサンク〜」 2007年3月14日)
- K
  - Birth of Treasure (「Birth of Treasure」 2007年8月29日) ※ストリングスアレンジ
- Berryz工房
  - 私がすることない程 全部してくれる彼 (「4th 愛のなんちゃら指数」 2007年8月1日)
  - もう、子供じゃない私なのに… (「Be 元気＜成せば成るっ!＞」 2012年3月21日)
- テゴマス
  - アイアイ傘 (「アイアイ傘」 2008年6月18日) ※ストリングスアレンジ
  - 青いベンチ (Acoustic Ver.) (「青いベンチ」 2011年2月16日) ※ストリングスアレンジ
- 工藤静香
  - 涙 -Made in tears- (「MY PRECIOUS -Shizuka sings songs of Miyuki-」 2008年8月20日)
- 倖田來未
  - stay with me (「stay with me」 2008年12月24日) ※ストリングスアレンジ
- 松下奈緒
  - VOCE (「pf」 2009年02月4日)
- 茉奈 佳奈
  - いのちの歌 (「いのちの歌」 2009年02月18日)
- ゴスペラーズ
  - 愛は探し出すのさ (「Hurray!」 2009年3月11日)
  - 宇宙へ 〜Reach for the sky〜 (「宇宙へ 〜Reach for the sky〜」 2009年8月19日)
  - 冬響 (「冬響」 2010年11月3日)
  - reborn (「The Gospellers Now」 2014年9月17日)
- CHEMISTRY
  - Trico… (「Regeneration」 2010年2月24日)
- ももいろクローバー
  - きみゆき ([注釈 7]2010年12月24日) ※ストリングスアレンジ
- CHEMISTRY + Synergy
  - Keep Your Love (「Keep Your Love」 2010年11月3日)
- 平井堅
  - Run to you (「いとしき日々よ」 2011年5月4日)
- D☆DATE
  - DAY BY DAY (「DAY BY DAY」 2011年7月27日)
- 水樹奈々
  - 純潔パラドックス (「純潔パラドックス」 2011年8月3日) ※ストリングスアレンジ
  - 時空サファイア (「TIME SPACE EP」 2012年6月6日) ※ストリングスアレンジ
  - はつ恋 (「NEOGENE CREATION」 2016年12月21日) ※ストリングスアレンジ
  - 嘆きの華 (「NEVER SURRENDER」 2018年10月24日) ※ストリングスアレンジ
- Not yet
  - 元カレが結婚する時 (「ペラペラペラオ (Type-A)」 2011年11月16日)
- つりビット
  - 真夏の天体観測 (「真夏の天体観測」 2013年7月24日)
  - サバイバルドリーム (同上)
  - バニラな空 (「バニラな空」 2013年11月27日)
  - 恋のマジカルスイーツ〜あなたの恋を叶えます〜 (「旅立ちキラリ。」通常盤A 2014年3月26日)
  - 踊ろよ、フィッシュ (「踊ろよ、フィッシュ」 2014年7月30日)
  - 負けないガッツ 〜いつか世界を釣り上げます〜 (「負けないガッツ 〜いつか世界を釣り上げます〜」 2015年4月1日)
  - 釣り銭はいらねぇぜ (「釣り銭はいらねぇぜ」 2015年8月5日)
- 遊助
  - Tropical (「とうもろこし/Earth Child」 2013年8月7日)
- ELISA
  - Wherever (「REALISM」 2013年10月23日)
  - Rain or Shine (「Rain or Shine」 2016年8月31日)
- はちきんガールズ
  - 本気なプライド (「変身ダーッ!」 2013年12月4日)
- 中村舞子
  - 桜色舞うころ (「青春COVERS」 2014年2月26日) ※プロデュースも
- VAMPS
  - VAMPIRE'S LOVE (「VAMPIRE'S LOVE」 2014年10月8日) ※オーケストラアレンジ
  - JESUS CHRIST (「MTV Unplugged」ライブ・アルバム 2016年6月29日 BD,DVD+CD) [注釈 8]
  - SWEET VANILLA (同上)[注釈 8]
  - DAMNED (同上)[注釈 8]
  - SIN IN JUSTICE (同上) ※VAMPS、アポカリプティカとの共編曲
- 川畑要
  - かたちあるもの (「ON THE WAY HOME」 2014年12月10日) ※ストリングスアレンジ
- 三代目 J Soul Brothers from EXILE TRIBE
  - All LOVE (「PLANET SEVEN」 2015年1月28日) ※ストリングスアレンジ
- 入野自由
  - THE REVUE (「僕の見つけたもの」 2015年5月8日)
- クミコ
  - うまれてきてくれて ありがとう (「うまれてきてくれて ありがとう」 2015年9月2日)
  - イルカの子守唄 (同上)
- L'Arc〜en〜Ciel
  - HONEY -L'Acoustic version- (「Wings Flap」 2015年12月23日) ※hydeとの共同プロデュース
- JAY'ED
  - MY WAY (「Here I Stand」 2017年6月21日)
- 林村ゆかり
  - 夢が咲く頃 (「瞬間」 2017年9月20日)
- BEYOOOOONDS
  - We Need a Name! (「BEYOOOOOND1St」 2019年11月27日)

#### アニメーション
主題歌
- 破邪大星ダンガイオー (OVA 1987年9月28日 バンダイビジュアル)
  - CROSS FIGHT! (水木一郎・堀江美都子「CROSS FIGHT! / 心のオネスティー」 1987年7月21日)
- ゲゲゲの鬼太郎 (フジテレビ 2007年 - 2009年)
  - 「ゲゲゲの鬼太郎」Special Supported by TEPPEI KOIKE (小池徹平 「Awaking Emotion 8/5/my brand new way」 2007年4月25日)

キャラクターソング
- 魔法先生ネギま! (テレビ東京 2005年)
  - 雨上がりの天使 (皆川純子「魔法先生ネギま! 麻帆良学園中等部2-A 『12月:雪広あやか』」 2004年9月23日)
- ハヤテのごとく! (テレビ東京 2007年 - 2008年)
  - Tiny Star (桂ヒナギク starring 伊藤静 「HiNA2 Spring has come!!」 2011年12月21日)
  - 月の祈り (水蓮寺ルカ starring 山崎はるか 「福音」 2013年2月27日)
  - また明日 (桂ヒナギク starring 伊藤静 「HiNA3 Message」 2013年9月25日)
- 神のみぞ知るセカイ (テレビ東京 2010年 - )
  - アイノヨカン from Jun (長瀬純 starring 豊崎愛生 「神のみキャラCD.7」 2011年6月22日)
  - らぶこーる Orchestra ver. (中川かのん starring 東山奈央 「夏色サプライズ」 2011年9月14日)
  - MAGIC of HAPPINESS (鮎川天理 starring 名塚佳織 「神のみキャラCD.8」 2013年8月7日)
  - Cherish (駆け魂隊 starring 伊藤かな恵 & 早見沙織 with 豊口めぐみ 「SECOND MISSION」 2013年11月27日)
- ハヤテのごとく!×神のみぞ知るセカイ
  - つよがりサンセット (桂ヒナギク & ハクア starring 伊藤静 & 早見沙織 「Advance」 2013年2月13日)

#### テレビドラマ
- 嫌われ松子の一生 (TBSテレビ 2006年10月12日 - 2006年12月21日)
  - In The Mood by BACCUHS feat.La Gauno (「嫌われ松子の一生　オリジナルサウンド・トラック」 2006年11月8日)
- セーラー服と機関銃 (TBSテレビ 2006年10月13日 - 2006年11月24日)
  - セーラー服と機関銃 (「セーラー服と機関銃」 2006年10月25日) ※歌：星泉(長澤まさみ)
- 喰いタン2 (日本テレビ 2007年4月14日 - 2007年6月23日)
  - 愛しのナポリタン (トリオ・ザ・シャキーン 「愛しのナポリタン」 2007年5月30日)

#### 映画
- 仔犬ダンの物語 (東映 2002年公開)
  - HEY!未来 (Symphonic Version) 「仔犬ダンの物語 オリジナルサウンドトラック」 (2003年2月14日)

#### その他
- MAYUMI
  - 涙桜 (「戦国パチンコ『CR花の慶次〜焔』戦ノ道」 2011年9月21日) ※ストリングスアレンジ
- 東温市
  - いのとんのオマジナイ体操 (2018年5月)

## 楽曲参加
作曲及び編曲担当作は除外
- 阿川泰子 「Lady September」 (1985年8月21日) ※アルバム
- 是方博邦 「LITTLE HORSEMAN」 (1986年9月25日) ※アルバム
- 是方博邦 「FISH DANCE」 (1987年8月25日) ※アルバム
- 荒木真樹彦 「SYBER-BEAT」 (1988年10月25日) ※アルバム
- 荒木真樹彦 「Bady,You Cry」 (1990年3月25日) ※アルバム
- 荒木真樹彦 「KARAJAN」 (1991年7月25日) ※アルバム
- V.A. 「Now's the Time Workshop」 (1990年10月25日) ※アルバム
- TWO of US 「T-time」 (1996年3月21日) ※アルバム
- 五島良子 「ブルーバード」 (1999年11月8日)
- shela 「Garden」 (2003年7月24日)
- SWSプロジェクト[注釈 9] 「The Sun will Shine」 (2011年)
- 喜多村英梨 「Nonfictionista」 (2014年4月9日)
- 吉田山田 「カケラ」 (2014年12月17日)
- 谷村有美「何も聞かないで」「圧倒的に片想い」「笑顔」
- 森高千里
  - 涙 Good-bye (「NEW SEASON」 1987年7月25日)
  - Miss Lady (同上)
  - 青春 (ザ・森高テイク) (「ザ・森高」 1991年7月10日)
  - 臭いものにはフタをしろ!! (おじさんヴァージョン) (「ザ・森高」 1991年7月10日)
  - ファイト!! (「ファイト!!」 1991年10月25日)
  - ファイト!! (Album Version) (「ROCK ALIVE」 1992年3月25日)
  - 雨の朝 (「ペパーランド」 1992年11月18日)
  - 若さの秘訣 (「STEP BY STEP」 1994年7月25日)
  - 一度遊びに来てよ (同上)
  - オフィス街の恋 (同上)
  - 私の大事な人 (Single Version) (「素敵な誕生日/私の大事な人 (シングル・ヴァージョン)」 1994年10月10日)
  - 若さの秘訣 (Single Version) (「二人は恋人」 1995年2月10日)
  - ロックンロール県庁所在地'95 (「DO THE BEST」 1995年3月25日)
  - 今日から (同上)
  - 休みの午後 (「休みの午後」 1995年10月10日)
  - ジン ジン ジングルベル (「ジン ジン ジングルベル」 1995年12月1日)
  - GIN GIN ジングルベル (同上)
  - 一月一日 (同上)
  - SO BLUE (「SO BLUE」 1996年2月19日)
  - 千里サンバ (同上)
  - 夏はパラレイロン (ララサンシャインPart2) (「TAIYO」 1996年7月15日)
  - 出来るでしょ!! (同上)
  - GIN GIN GIN (同上)
  - 秋の空 (同上)
  - 夜の海 (同上)
  - HEY! VODKA (同上)
  - Sleepless Night Blues (「海まで5分」 1998年7月15日)
  - 流されて (「Sava Sava」 1998年9月9日)
  - 冷たい月 (「冷たい月」 1998年10月1日)
  - 危険な舗道 (5Version) (同上)
  - まひるの星 (「まひるの星」 1999年5月19日)
  - 雨 [1999] (「まひるの星」 1999年5月19日)
  - EVERY DAY (「一度遊びに来てよ'99/EVERY DAY」 1999年10月1日)

他多数

## テレビ出演
- SONGS (NHK 2015年10月3日) ※スタジオライブ。Vo：クミコ、Arr & Pf：前嶋康明、Prod：つんく♂。[4]
- ごごナマ (NHK 2017年4月20日) ※スタジオライブ。Vo：石丸幹二 & 堀内敬子、Pf：前嶋康明[5]
- 森高千里サポート時代はキーボーディストとして音楽番組に多数出演していた。

## 書籍掲載
- HELLO! PROJECT COMPLETE SINGLE BOOK (音楽出版社 2013年11月8日) - インタビュー